# Nanometra duala
Nanometra duala is een haarster uit de familie Antedonidae.
De wetenschappelijke naam van de soort werd in 1989 gepubliceerd door Francis Rowe.